# NGC 4035
NGC 4035 é uma galáxia espiral barrada (SBbc) localizada na direcção da constelação de Corvus. Possui uma declinação de -15° 56' 57" e uma ascensão recta de 12 horas, 00 minutos e 29,2 segundos.
A galáxia NGC 4035 foi descoberta em 8 de Fevereiro de 1785 por William Herschel.